# 駒木結衣
駒木結衣（1996年6月9日—）是一名日本氣象主播、防災士，隶属于Weathernews 。綽號為Yui-chan 、Oyui 和 Moguyui 。

## 經歷
1996年出生於宫城县仙台市 。在宫城第一高中畢業後 進入津田大學文学院並報讀了媒體研究系。大學求學期間，曾經參加廣播學。大學第四年成為氣象公司Weathernews播映的網路氣象預報節目《 Weather News LiVE 》的實習氣象主播。2018年在畢業前加入了 Weathernews，成為氣象主播。同期的同事有桧山沙耶 。
2023年1月27日發表了首张自傳型寫真《連結於天空》 。

## 書籍
- 連結於天空（ワニブックス、2023年1月27日、ISBN 978-4-8470-7264-2）

## 演出
- 《人中之龍8》出演角色結衣[6]

## 脚注

### 資料來源
1. ↑  . MANTANWEB（まんたんウェブ）. MANTAN. 2023-01-27  [2023-01-28]. （原始内容存档于2023-01-28）. （页面存档备份，存于）
2. 1 2  ウェザーニュースLiVE [@wni_live].  (推文). 2018-10-15  [2023-01-28] –Twitter. （Twitter Liveの配信）『ウェザーニュースLive・ムーン』お披露目放送 2018年10月15日
3. ↑  . 駒木 結衣.   [2020-11-29]. （原始内容存档于2023-07-11）. （页面存档备份，存于）
4. ↑  . ウェザーニューズ. 2018-10-19  [2023-01-28]. （原始内容存档于2023-07-11）. （页面存档备份，存于）
5. ↑  . ワニブックス.   [2023-01-28]. （原始内容存档于2023-03-14）. （页面存档备份，存于）
6. ↑  亞小安. . 4Gamers. 2023-12-06  [2024-12-25]. （原始内容存档于2024-12-25） （中文（繁體））.

## 外部連結
- 駒木結衣的X（前Twitter）
- 駒木結衣的Instagram帳戶
- 駒木結衣的TikTok
- 駒木結衣 （页面存档备份，存于） - ウェザーニュースLiVE・キャスタープロフィール